# ستيف كولي
ستيف كولي (بالإنجليزية: Steve Cooley)‏ هو محامي أمريكي، ولد في 1 مايو 1947 في لوس أنجلوس في الولايات المتحدة.

## وصلات خارجية
- الموقع الرسمي